# Charles Walker
Charles David Walker (ur. 29 sierpnia 1948 w Bedford w stanie Indiana) – amerykański inżynier i astronauta.

## Życiorys
W 1966 ukończył szkołę w Bedford, a w 1971 inżynierię aeronautyczną na Purdue University, pracował jako technik inżynieryjny oraz strażak leśny w United States Forest Service. Brał udział w opracowywaniu projektów inżynieryjnych, 19 lipca 1983 otrzymał amerykański patent nr 4394246 na aparat do elektroforezy ze sterowaniem transmisją. W 1977 rozpoczął pracę inżyniera testowego w korporacji McDonnell Douglas, 1979-1986 był głównym inżynierem testowym i specjalistą ładunku, zajmował się projektem wykorzystywania elektroforezy w kosmosie. 1 lipca 1983 został wybrany przez NASA jako kandydat na astronautę, był szkolony jako specjalista ładunku w Centrum Kosmicznym im. Johna F. Kennedy’ego.
Od 30 sierpnia do 5 września 1984 uczestniczył w misji STS-41-D, trwającej 6 dni i 57 minut. Wyniesiono na orbitę satelitę telekomunikacyjnego SBS-D dla łączności prywatnej, wojskowego LEASAT/SYNCOM 2 i łącznościowego Telstar 3C, skierowanego na orbitę geostacjonarną. Od 12 do 19 kwietnia 1985 był specjalistą ładunku misji STS-51-D trwającej 6 dni, 23 godziny i 55 minut. Umieszczono na orbicie dwa satelity telekomunikacyjne. Od 27 listopada do 3 grudnia 1985 brał udział w misji STS-61-B trwającej 6 dni, 21 godzin i 4 minuty. Na orbicie zostały wówczas umieszczone kolejne trzy satelity telekomunikacyjne.